# ورزشگاه الخادر
ورزشگاه الخادر (به لاتین: Al-Khader Stadium) یک ورزشگاه در دولت فلسطین است که در الخضر واقع شده‌است.